# Hydrovatus reticuliceps
Hydrovatus reticuliceps är en skalbaggsart som beskrevs av Régimbart 1895. Hydrovatus reticuliceps ingår i släktet Hydrovatus och familjen dykare. Inga underarter finns listade i Catalogue of Life.